# KING (pepermunt)

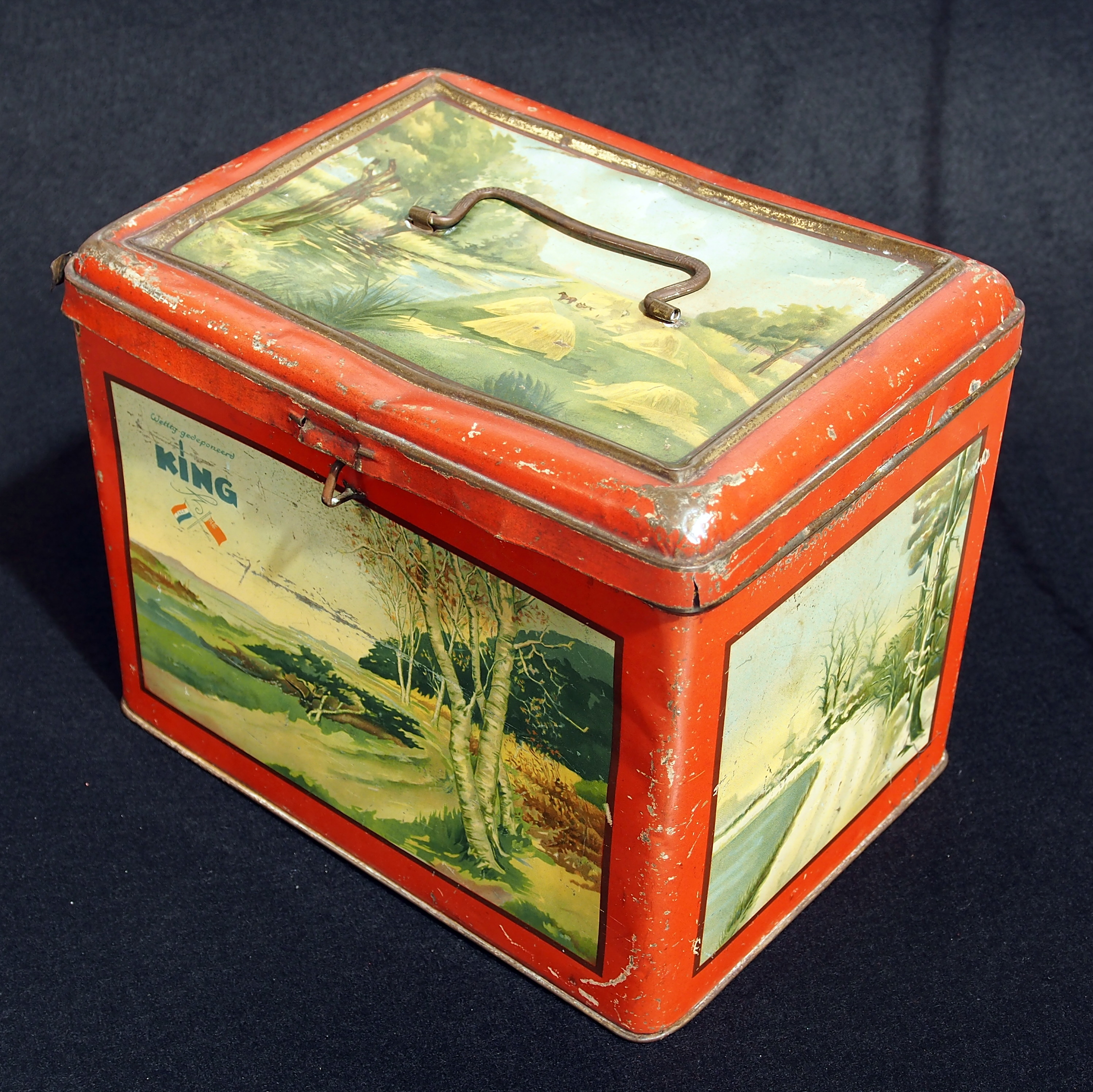
Historisch voorraadblik voor KING pepermunt

KING pepermunt wordt van oudsher geproduceerd in de Tonnemafabriek in Sneek. Eind jaren 80 van de twintigste eeuw werd het merk samen met Droste gekocht door Van Nelle. Dat werd op hun beurt overgenomen door Douwe Egberts dat op dat moment al een onderdeel was van SaraLee. In 1991 werd het merk wederom verkocht samen met Droste aan CSM de Centrale Suiker Maatschappij die op dat moment ook al De Ruijter en Honig hadden overgenomen. Daar werd het merk onderbracht bij RedBandVenco/RBV in Breda in de productgroep Rollen en drop. Het merk is sinds 2012 eigendom van snoepmultinational Cloetta dat toen fuseerde met het van oorsprong Nederlandse Leaf International.
Naast KING Pepermunt maakte Tonnema ook de King After Dinner Mints, RANG rollen, Italiano waar de rol op 31 oktober 1958 van op de markt is gebracht en een lijn van oudhollandse zoetwaren zoals peertjes, boterwafeltjes, etc.. De zoetwaren werden eerst in glazen potflessen verkocht waarbij de winkelier de zoetwaren per gram afrekende.

## Geschiedenis
In 1902 werd in Sneek het suikerwerkbedrijf Tonnema opgericht. Dat maakte pepermunt voor diverse afnemers in verschillende kwaliteiten en smaken. In de jaren twintig verliet men die opzet en koos voor een strak merk- en kwaliteitsbeleid. In 1922 werd het eigen merk gedeponeerd: KING, de koning van de pepermunt. KING staat voor Kwaliteit In Niets Geëvenaard. De pepermunt werd niet meer los verkocht, vanaf 1927 werden het rollen die de eerste jaren nog met de hand werden "ingewikkeld".

## Smaak: "extra strong"
Tonnema noemde net als andere producenten zijn pepermunt "extra strong". Vanaf de jaren dertig werd die aanduiding niet meer gebruikt, hoewel de smaak hetzelfde bleef. In 1993 kwam er naast de gewone smaak een echte "extra strong"; dit werd door de fabrikant "een combinatie tussen kracht en lekker" genoemd. Bij deze introductie heeft Frits Sissing nog een rol gespeeld als product manager.

## KING als weldadig medicijn
Aanvankelijk was pepermunt in trek als medicinale remedie bij kriebelhoest of droge mond. Voor KING pepermunt werd geadverteerd als "opwekkend en verkwikkend als een weldadig medicijn". Men liet de kwaliteit controleren door het "Laboratorium voor Chemisch en Microscopisch Onderzoek: dr. Paul François van Hamel Roos; Adviseurs voor Scheikundige en Hygiënische zaken van het Huis van H.M. de Koningin". Dr. Van Hamel Roos, apotheker en analist te Amsterdam, controleerde de kwaliteit enkele keren per jaar. Deze woonde aan de Keizersgracht en had daar ook zijn chemisch laboratorium gevestigd. Later nam de overheid met het TNO dit type keuringen over. Door een wettelijk verbod verdween het predicaat "medicinaal" van de verpakking. Wat bleef is het gezicht van dr. Van Hamel Roos, dat nog steeds op elke rol KING pepermunt staat.

## De King atlas
Heel populair was de King atlas (eerste druk 1936, laatste druk 1996), die men na het opsturen van een aantal rolwikkels gratis kreeg thuisgestuurd. De makers van de KING atlas waren bekende ontwerpers. Van de eerste atlas werd de voorzijde gemaakt door Jan Lavies, de versie uit 1993 is ontworpen door Joost Swarte.

## Trivia
- Stef Bos heeft een lied geschreven over KING pepermunt, met de toepasselijke naam 'Pepermunt'. Het lied speelt in op het veelvuldig gebruik van pepermunt in protestantse kerkdiensten ("Het wordt gefabriceerd in Friesland / Het heeft een koninklijke naam", "Het is de protestantse cocaïne / Voor de gereformeerde junk...")
- Maarten 't Hart, heeft een essay geschreven over hoe hij met 3 KING-pepermuntjes de dienst door kwam en precies wist aan de grootte van het pepermuntje waar hij in de dienst was. Hij noemde het essay: "Het witte horloge"
- De rollen pepermunt die in België verkocht werden hadden tot 1994 één pepermuntje minder.